# 同安厝 (雲林縣)
同安厝，是臺灣雲林縣東勢鄉的一個傳統地域名稱，位於該鄉東北部。相較於今日行政區，其範圍大致包括同安村、新坤村東部、安南村東部北側凸出部分、昌南村不含東南部及南部邊界地帶、復興村北端。

## 歷史
台灣清治末期，同安厝地區為一街庄，稱為「同安厝庄」，隸屬於布嶼堡。該庄北隔新虎尾溪與麥藔庄、興化厝庄為鄰，東與龍巖庄、馬鳴山庄為鄰，南邊為月眉庄、東勢厝庄，西邊為下許厝藔庄、番仔藔庄。
1901年（日治明治三十四年）11月，全台廢縣廳改設二十廳，該庄隸屬於斗六廳。1903年（明治三十六年）6月，該庄編入「埔姜崙區」，仍隸屬於斗六廳。1909年（明治四十二年）10月，合併二十廳為十二廳，埔姜崙區改隸屬於嘉義廳。1920年（大正九年），全台地方制度大改正，廢十二廳改設五州二廳，該庄改制為「同安厝」大字，隸屬於臺南州虎尾郡海口庄。
戰後海口庄改制為海口鄉，隸屬於臺南縣，大字亦改制為村。1946年9月，海口鄉拆分為臺西、東勢兩鄉，本地區隸屬於東勢鄉。1950年9月，雲、嘉、南分治，東勢鄉改隸屬於雲林縣。

## 聚落
本地區發展較早的聚落有林珠藔、同安厝、昌南等，在日治期初期的官方地圖上已有記載。

## 交通
省道台61線又稱「西部濱海快速公路」，是新北市八里區至臺南市安南區的快速公路，尚未全線通車。中部地區路段大致以北北東—南南西走向繞大彎轉東向西經過本地區西北部邊界外不遠處的麥寮地區。該道路在此地帶屬高架路段，北上方向最近的交流道的是麥寮地區境內縣道156號交會處的麥寮交流道，南下方向最近的交流道是火燒牛稠地區境內湖仔內聚落北郊省道台17線路口暨鄉道雲117線起點路口的湖仔內交流道。由此等可快速前往台灣西海岸的南北各地。
省道台78線即「東西向快速公路－台西古坑線」，是雲林縣境內的東西向快速公路，大致以西南西—東北東走向經過本地區南部邊界外不遠處的東勢厝、月眉地區境內。最近的交流道是南南西方東勢厝境內縣道153號交會處的東勢交流道。由此向西可前往台西並止於省道台61線（西部濱海快速公路）交會處的台西交流道；向東可前往元長鄉北部、土庫鎮、虎尾鎮南部、大埤鄉東北部、斗南鎮、斗六市南部、古坑鄉西北部、高厝林子頭的東側端點（古坑端）並止於國道3號古坑系統交流道；亦可於雲林系統交流道轉接國道1號前往台灣西部南北各地。
省道台17線（西濱路二段～三段）又稱「西部濱海公路」，是臺中市清水區甲南至屏東縣枋寮鄉水底寮的幹道，大致以東北微北—西南微南走向轉東向西經過本地區西北部西北部邊界外不遠處的麥寮地區。由該道路向東北微北轉北北西再轉北北東經沙崙後至橋頭轉東北至省道台61線（西部濱海快速公路）高架橋下轉北北東與其並行，過濁水溪西濱大橋轉北北西獨行後再轉北北東可經大城鄉前往芳苑鄉、福興鄉、鹿港鎮等地；向西轉西南西經省道台61線湖仔內交流道後與其並行，可前往臺西鄉市區、四湖鄉、口湖鄉、東石鄉等地。
縣道153號（光復南路、北美路、無名道路、安南路）是麥寮鄉至北港鎮好收的道路，大致以北北西—南南東走向轉北向南再轉北北東—南南西走向經過本地區西部邊界外不遠處的番子寮、下許厝寮境內，並經過縣道158甲線路口。由該道路向北北西轉北微東經省道台61線（西部濱海快速公路）高架橋下可前往麥寮聚落南側並止於省道台17線路口；向南南西轉南再轉南南東經省道台78線（東西向快速公路－台西古坑線）東勢交流道後可前往東勢鄉市區、四湖鄉東部、北港鎮西部略偏北的好收並止於縣道155號路口。
縣道158號（東勢西路、北環東路、文化路）是台西鄉海口至斗南鎮北勢仔的道路，大致以西北—東南走向轉西北西—東南東走向再轉西南西—東北東走向經過本地區南部邊界外不遠處的東勢厝、月眉地區，並經過省道台78線（東西向快速公路－台西古坑線）高架橋下、縣道153號路口。由該道路向西北轉西北西可前往台西鄉並止於省道台17線路口；向東北東可前往土庫鎮、虎尾鎮、斗南鎮並止於省道台1線路口。
縣道158甲線（新坤路）是台西鄉崙子頂至竹山鎮桶頭的道路，大致以西向東經過本地區中央略偏北地帶。由該道路向西經縣道153號路口可前往台西鄉並止於省道台17線路口（並行的省道台61線高架道路下）；向東可前往褒忠鄉、土庫鎮、虎尾鎮南端、斗南鎮、古坑鄉、竹山鎮等地。
鄉道雲7線是霄仁厝至東勢的道路，目前未能全線通車，其南段路線大致以北向南經新虎尾溪興同橋由本地區北部邊界中央地帶入境後，於橋南側路口轉東微北，至第一個路口轉南微東，至路底轉東微南，至第二個路口轉西南微南，過有才寮大排水溝橋梁後轉南南西，經縣道158甲線路口轉南微西，至同安厝聚落蜿蜒而行，經鄉道雲108線左側路口後與其共線約100公尺，經鄉道雲108線右側路口後獨行，其後轉西再轉南微西出聚落，過圳道橋梁後轉西南微南，至昌南聚落轉西南再轉南，經鄉道雲106線右側路口後與其共線約50公尺，經鄉道雲106線左側路口後轉南南西獨行，其後沿本地區南部西側凸出部分的東側邊界而行以至出境。由該道路向北過新虎尾溪興同橋後道路因高低落差而中斷，繞路後續行可前往麥寮地區東北部的霄仁厝聚落並止於鄉道雲6線路口；向南南西經省道台78線（東西向快速公路－台西古坑線）高架橋下、縣道158號路口後可前往東勢厝（東勢）並止於縣道153號路口。
鄉道雲106線是安南（舊許厝寮）至馬鳴山的道路，其西端點（起點）位於本地區西部邊界南側外緣的縣道153號路口（下許厝寮聚落東南側）。由此向東南東到達本地區西部邊界，沿邊界行一段路後因邊界線北移而入境，至昌南聚落南側的鄉道雲7線路口轉南微東與其共線約50公尺，至路口轉東北東獨行後，轉東南東沿本地區南部邊界東側而行，至馬公厝大排水溝轉東北東入境，其後於本地區東部邊界南側出境後，轉東南東可前往馬鳴山地區南部凹入部分西北角並止於鄉道雲111-1線路口。
鄉道雲108線是新埤（應為新坤之誤）至褒忠的道路，大致以西北西—東南東走向到達本地區西部南側第二層凸出部分的西北角後，沿邊界蜿蜒而行，入境後轉南再轉南微東，至馬鳴山聚落北側轉東南東，經鄉道雲111-1線路口後出聚落，至馬公厝大排水溝北側轉南南東過橋梁，至六塊寮（六塊厝）聚落轉東南微東再轉東微北，出聚落後續行以至於本地區東部邊界南側出境。由該道路向西北西可前往同安厝、下許厝寮東北角、下許厝寮與番子寮交界地帶並止於縣道153號路口（新吉莊聚落西南側）。
鄉道雲108-1線是同安（同安厝）至新厝（新厝仔）的道路，其東側端點（終點）位於本地區中部偏西北新厝仔聚落南部的鄉道雲111-1線路口（復興國小東北角）。由此向西北西轉北，至路底轉西北西再轉北北東，至路口轉西北西再轉西北再轉西北西，出聚落後轉北北東再轉西北西，出境後轉北北東再轉西北西再轉西南可前往同安厝並止於鄉道雲108線路口（同安厝聚落東郊）。

## 學校
- 同安國小